# Quetzal
Os quetzais são um grupo de aves da família dos trogonídeos que correspondem ao gênero Pharomachrus, nativo de zonas tropicais da América do Sul e América Central.
Apesar do termo "quetzal" ser aplicado a todas as espécies do género Pharomachrus, é também usado para designar uma única espécie, o quetzal-orelhudo (Euptilotis neoxenus).

## Etimologia
O nome "quetzal" é derivado da palavra náuatle quetzalli, "pena de cauda grande e brilhante". O nome científico Pharomachrus vem do grego pharos ("manto") e makros ("longo"), em referência à plumagem da cauda e asas do quetzal resplandescente.

## Espécies
Possui cinco espécies reconhecidas:
| Imagem | Nome científico         | Nome comum                | Distribuição                                                   |
| ------ | ----------------------- | ------------------------- | -------------------------------------------------------------- |
|        | Pharomachrus antisianus | Quetzal-de-crista         | Bolívia, Colômbia, Equador, Peru, e Venezuela                  |
|        | Pharomachrus auriceps   | Quetzal-de-cabeça-dourada | Panamá até o norte da Bolívia                                  |
|        | Pharomachrus fulgidus   | Quetzal-de-pontas-brancas | Venezuela, Colômbia e Guiana                                   |
|        | Pharomachrus mocinno    | Quetzal-resplandecente    | México até o Panamá                                            |
|        | Pharomachrus pavoninus  | Quetzal-pavão             | Brasil, Venezuela, Colômbia, Equador, Peru, e norte da Bolívia |